# Sabine Everts
Sabine Christine Everts, po mężu Thomaskamp (ur. 4 marca 1961 w Düsseldorfie) – niemiecka lekkoatletka, wieloboistka (sukcesy międzynarodowe odnosiła również w skoku w dal), dwukrotna uczestniczka igrzysk olimpijskich (Los Angeles 1984, Seul 1988), brązowa medalistka olimpijska z Los Angeles w siedmioboju. W czasie swojej kariery reprezentowała Republikę Federalną Niemiec.

## Sukcesy sportowe
- trzykrotna mistrzyni RFN w skoku w dal – 1979, 1980, 1982[1]
- dwukrotna halowa mistrzyni RFN w skoku w dal – 1979, 1982[2]
- mistrzyni RFN w biegu na 400 metrów przez płotki – 1985[3]
- halowa mistrzyni RFN w biegu na 60 metrów przez płotki – 1982[4]
- sześciokrotna mistrzyni RFN w wieloboju – 1980, 1981, 1982, 1983, 1985, 1988[5]

| Rok  | Miasto       | Zawody                      | Konkurencja           | Wynik                     |
| ---- | ------------ | --------------------------- | --------------------- | ------------------------- |
| 1979 | Bydgoszcz    | mistrzostwa Europy juniorów | pięciobój skok w dal  | złoty medal srebrny medal |
| 1980 | Sindelfingen | halowe mistrzostwa Europy   | skok w dal            | brązowy medal             |
| 1982 | Mediolan     | halowe mistrzostwa Europy   | skok w dal            | złoty medal               |
| 1982 | Ateny        | mistrzostwa Europy          | siedmiobój skok w dal | brązowy medal 6. miejsce  |
| 1983 | Edmonton     | uniwersjada                 | siedmiobój            | srebrny medal             |
| 1983 | Helsinki     | mistrzostwa świata          | siedmiobój            | 4. miejsce                |
| 1984 | Los Angeles  | igrzyska olimpijskie        | siedmiobój            | brązowy medal             |

## Rekordy życiowe
| Dystans                      | Wynik   | Miasto i data           |
| ---------------------------- | ------- | ----------------------- |
| siedmiobój                   | 6523    | Mannheim 10/06/1982     |
| bieg na 200 m                | 23,73   | Mannheim 09/06/1982     |
| bieg na 200 m (hala)         | 23,65   | Sindelfingen 16/01/1981 |
| bieg na 400 m (hala)         | 52,35   | Düsseldorf 10/01/1981   |
| bieg na 800 m                | 2:06,80 | Helsinki 09/08/1983     |
| bieg na 100 m przez płotki   | 13,45   | Mannheim 09/06/1982     |
| bieg na 400 m przez płotki   | 55,48   | Stuttgart 04/08/1985    |
| skok wzwyż                   | 1,89    | Mannheim 09/06/1982     |
| skok w dal                   | 6,75    | Mannheim 10/06/1982     |
| skok w dal (hala)            | 6,70    | Mediolan 06/03/1982     |
| pchnięcie kulą               | 12,39   | Mannheim 09/06/1982     |
| rzut oszczepem (stary model) | 36,46   | Ateny 10/09/1982        |